# Église Saint-Victor de Chervey
L'église Saint-Victor est une église située à Chervey, en France.

## Localisation
L'église est située sur la commune de Chervey, dans le département français de l'Aube.

## Historique
L'édifice est classé au titre des monuments historiques en 1987.